# 奴隸海岸
奴隸海岸，是西非貝寧灣的歷史稱呼，因此地是大西洋奴隷貿易主要奴隸出口地方而得名。在16世纪初至19世纪期间，是非洲奴隶的一个主要来源。其他附近的沿海地区，历史上因其作为殖民地的主要出口商品而得名，如黄金海岸、象牙海岸，和胡椒海岸 （或谷物海岸）。

## 歷史
根據大多數的研究，奴隸貿易在約1670年一體化發展為跨大西洋奴隸貿易前都没有詳細的記載。
這裹的奴隸出口至加勒比海和巴西的種植園，奴隷主要來自貝寧的鄰國，而貝寧前身達荷美王國也以出口奴隸聞名，他們以奴隸換取歐洲國家的武器。
大約一至二千萬非洲人在這種三角貿易中被當作貨物出售，造成當地經濟文化上之嚴重損失，並成為非洲地區貧困現象原因之一。
在欧洲国家废除了奴隶制度之后，奴隶贸易仍通过独立贸易商（而不是政府代理）持续了一段时间。